# کاخ دراچنبورگ

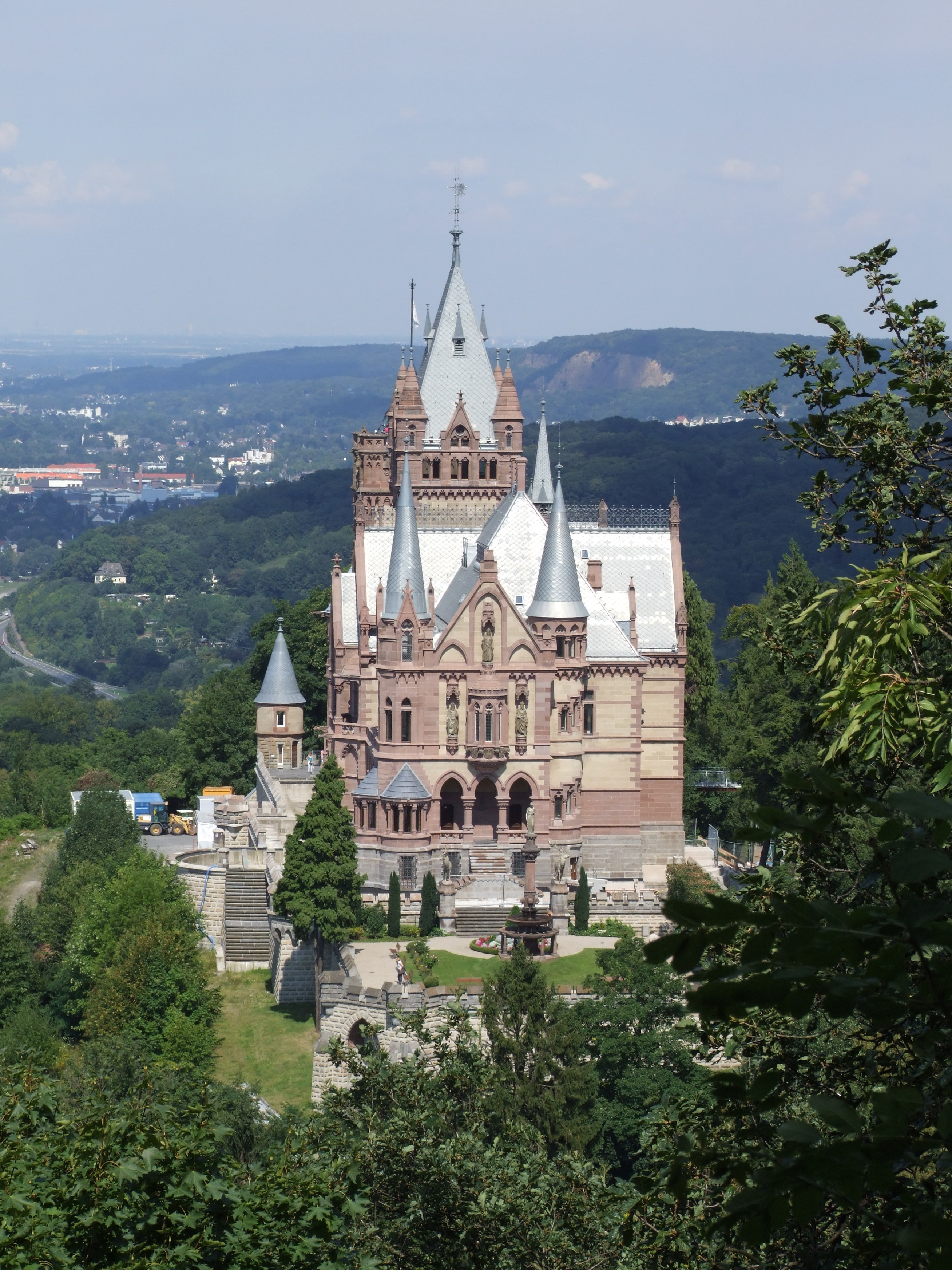
کاخ دراخنبورگ

کاخ دراخنبورگ (انگلیسی: Schloss Drachenburg) یک ویلای خصوصی است که در اواخر قرن نوزدهم ساخته شده‌است. این ویلا طی دو سال (۱۸۸۴–۱۸۸۲) در تپه دراخنفلز در کونیگزوینتر، در کنار رودخانه راین و در نزدیکی شهر بن بنا شده‌است. بارون استفان فون سارتر (۱۸۸۳–۱۹۰۲)، یک دلال و بانکدار، قصد داشت که در آنجا زندگی کند، اما هرگز این کار را نکرد.
امروز این کاخ در مالکیت بنیاد ایالتی نوردراین-وستفالن است. به عنوان یک ایستگاه بین راهی در راه‌آهن دراخنفلز بکار گرفته می‌شود.

## نگارخانه

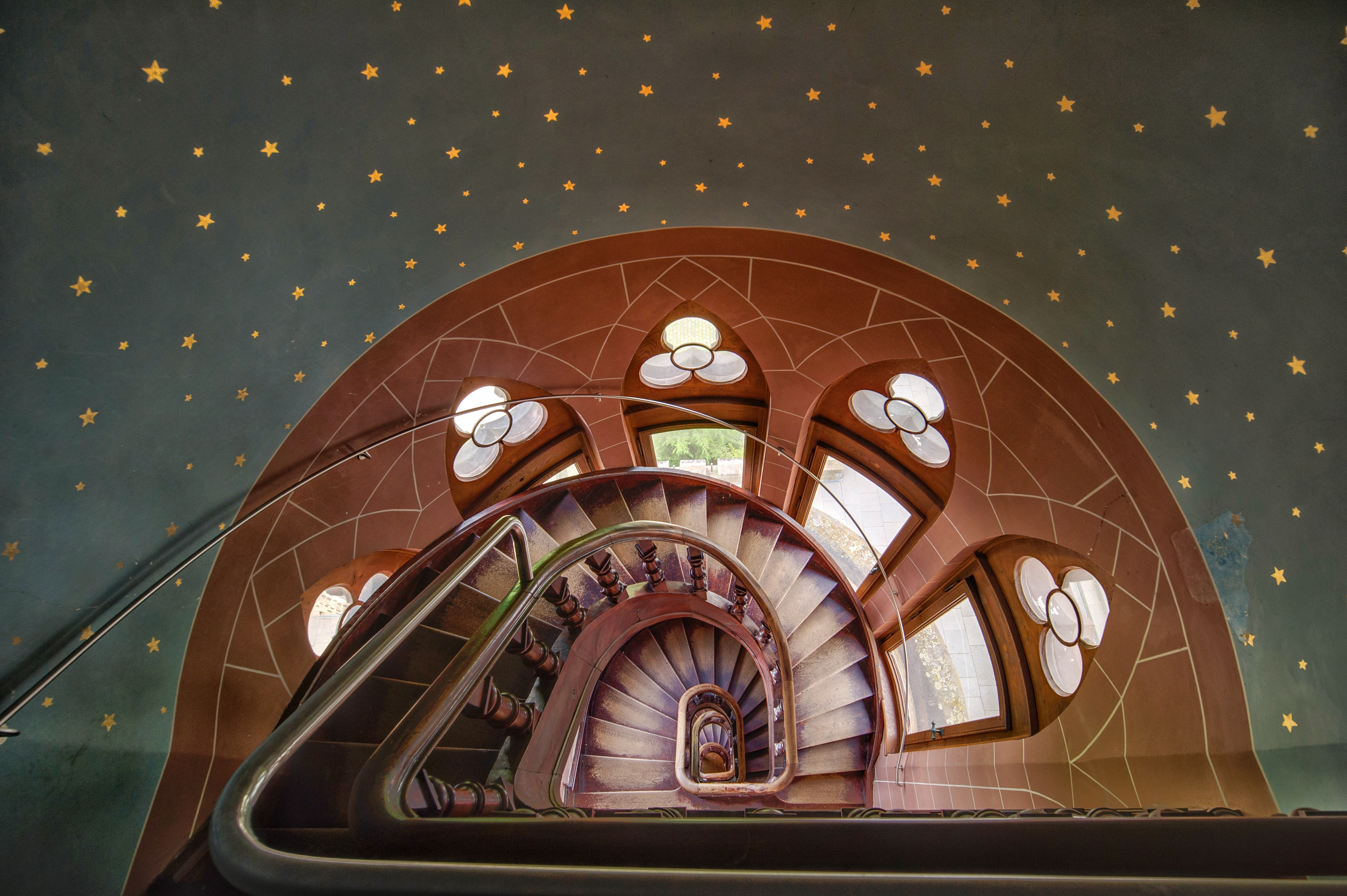
راه پله کاخ دراخنبورگ
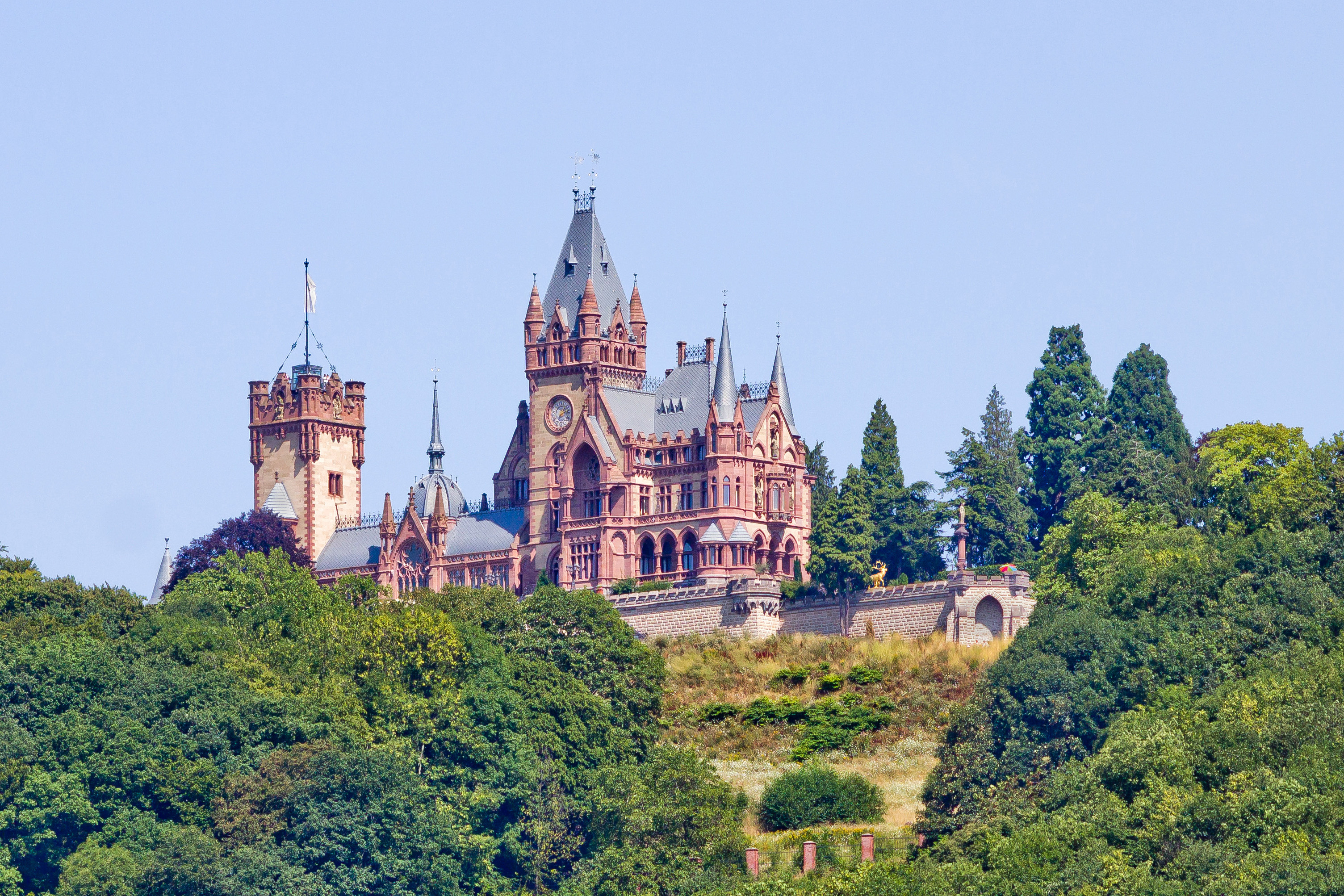
نما از پایین
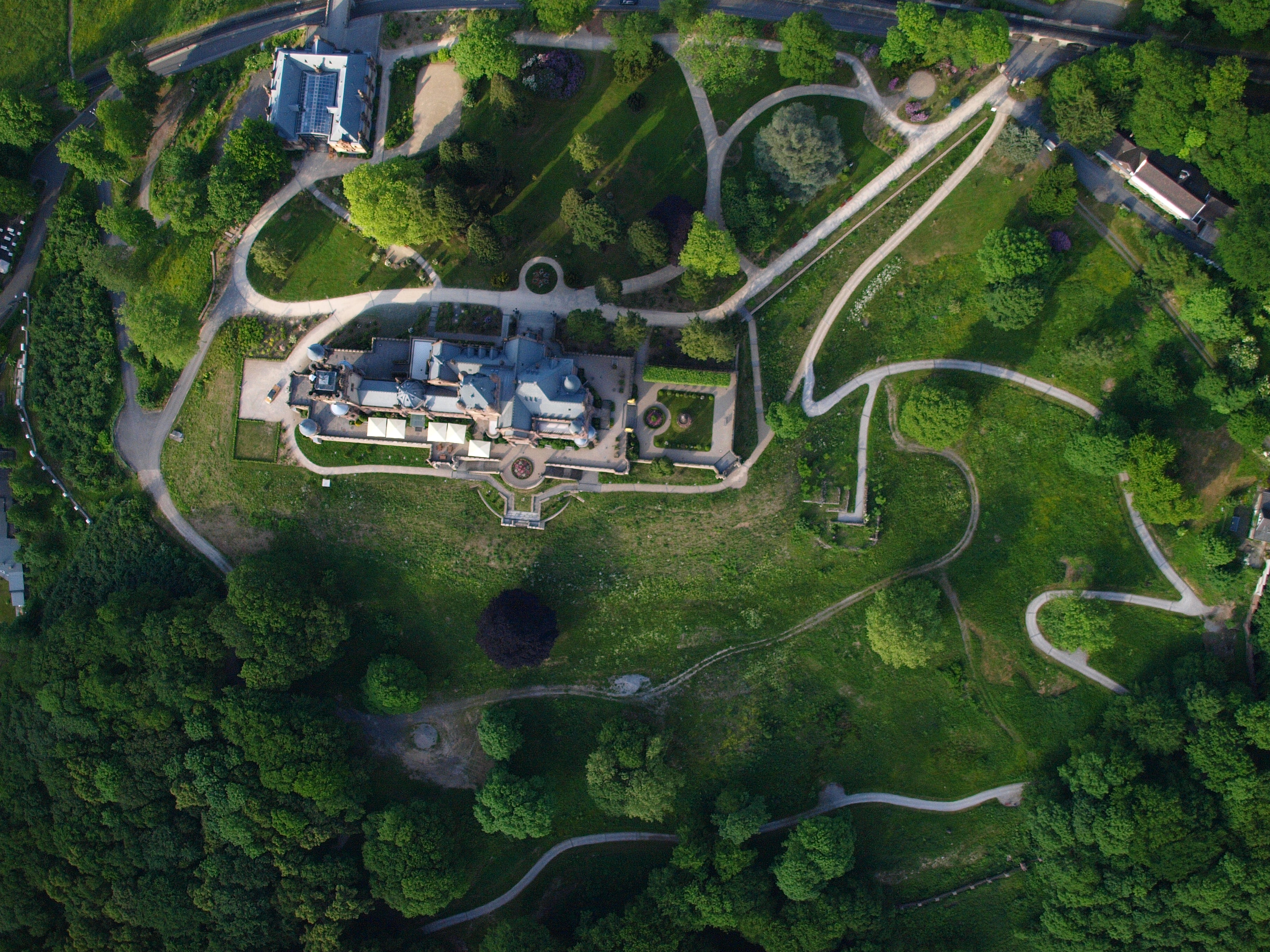
کاخ دراخنبورگ از بالا
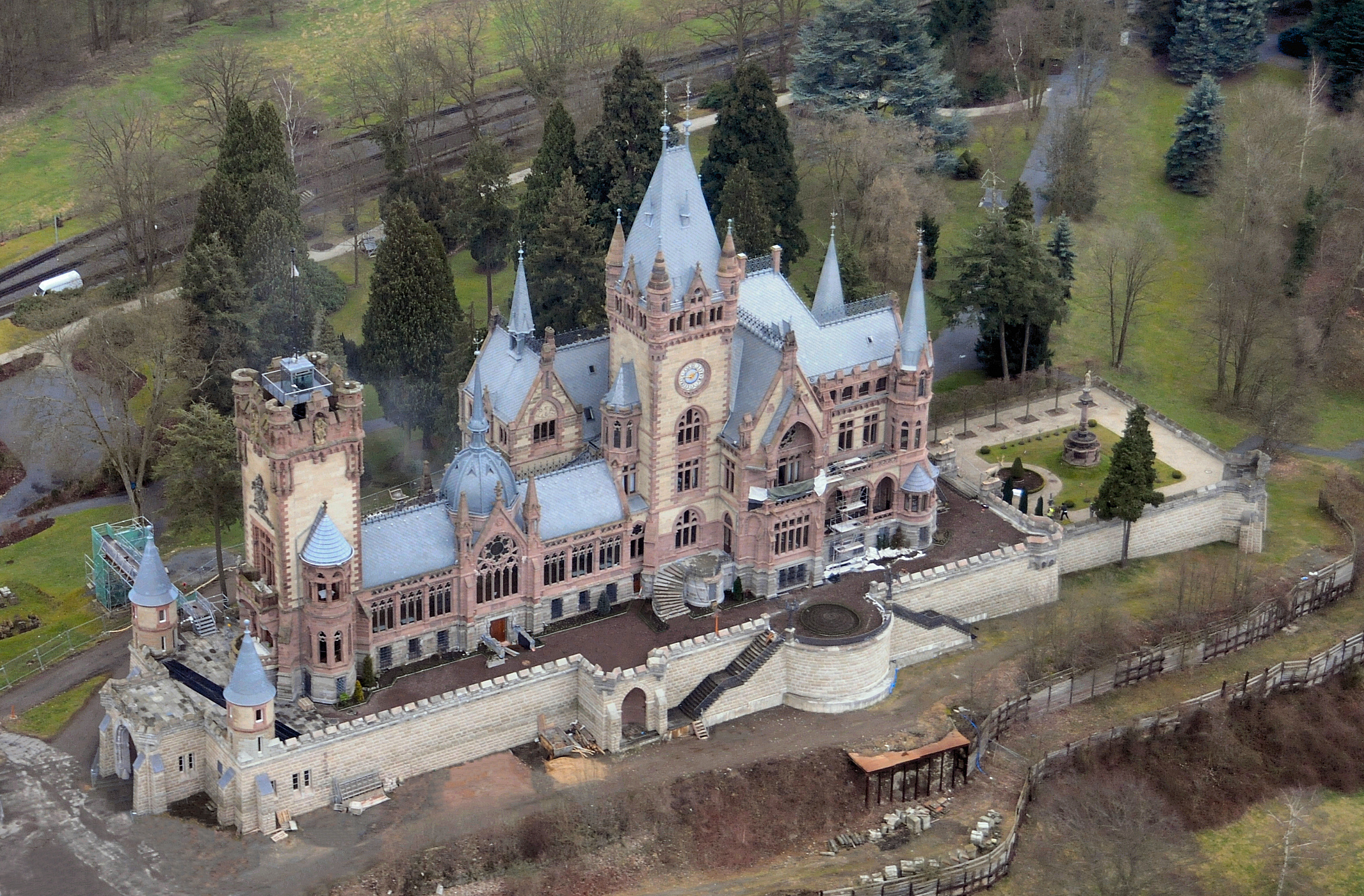
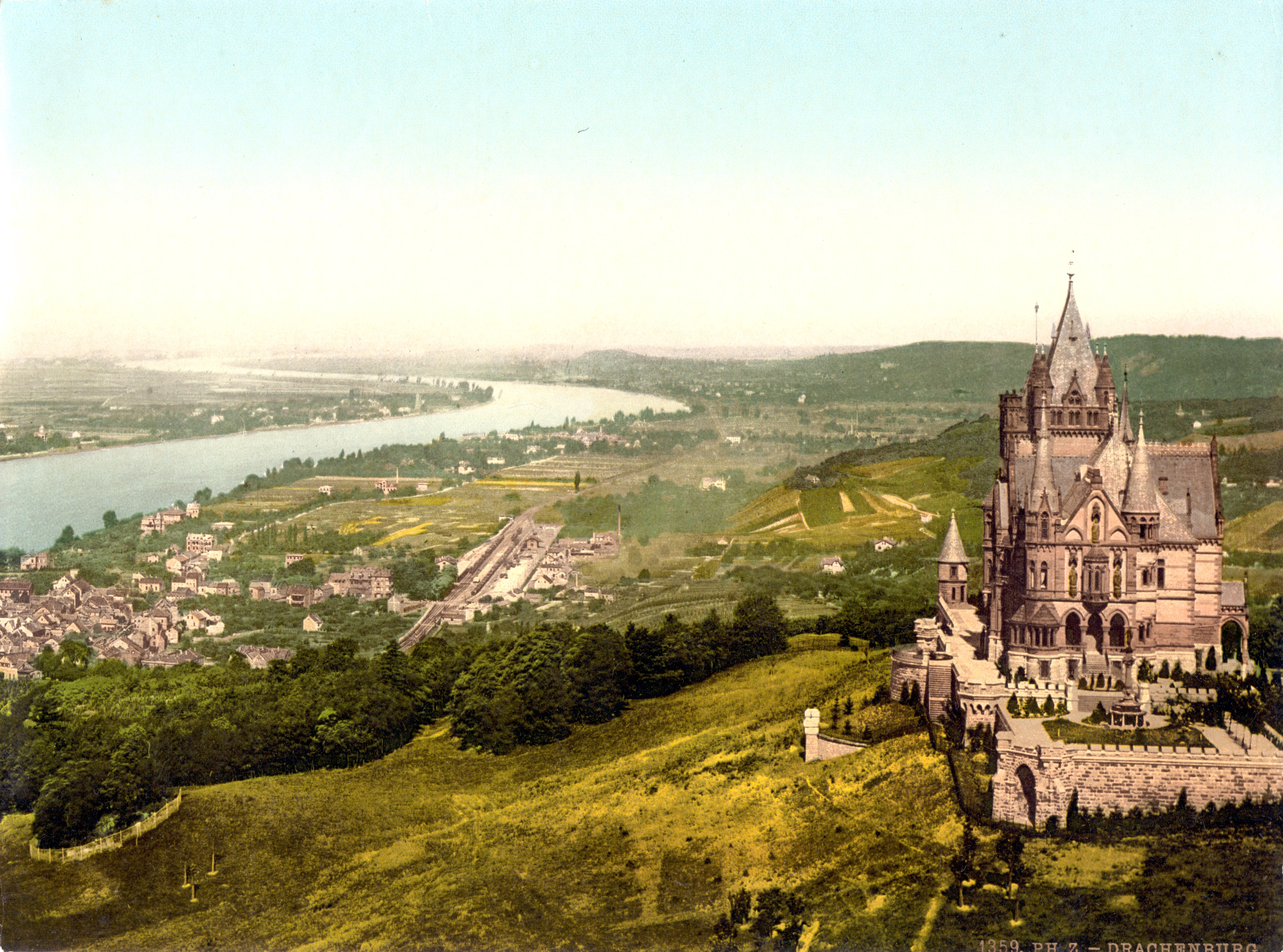
کاخ دراخنبورگ در سال ۱۹۰۰
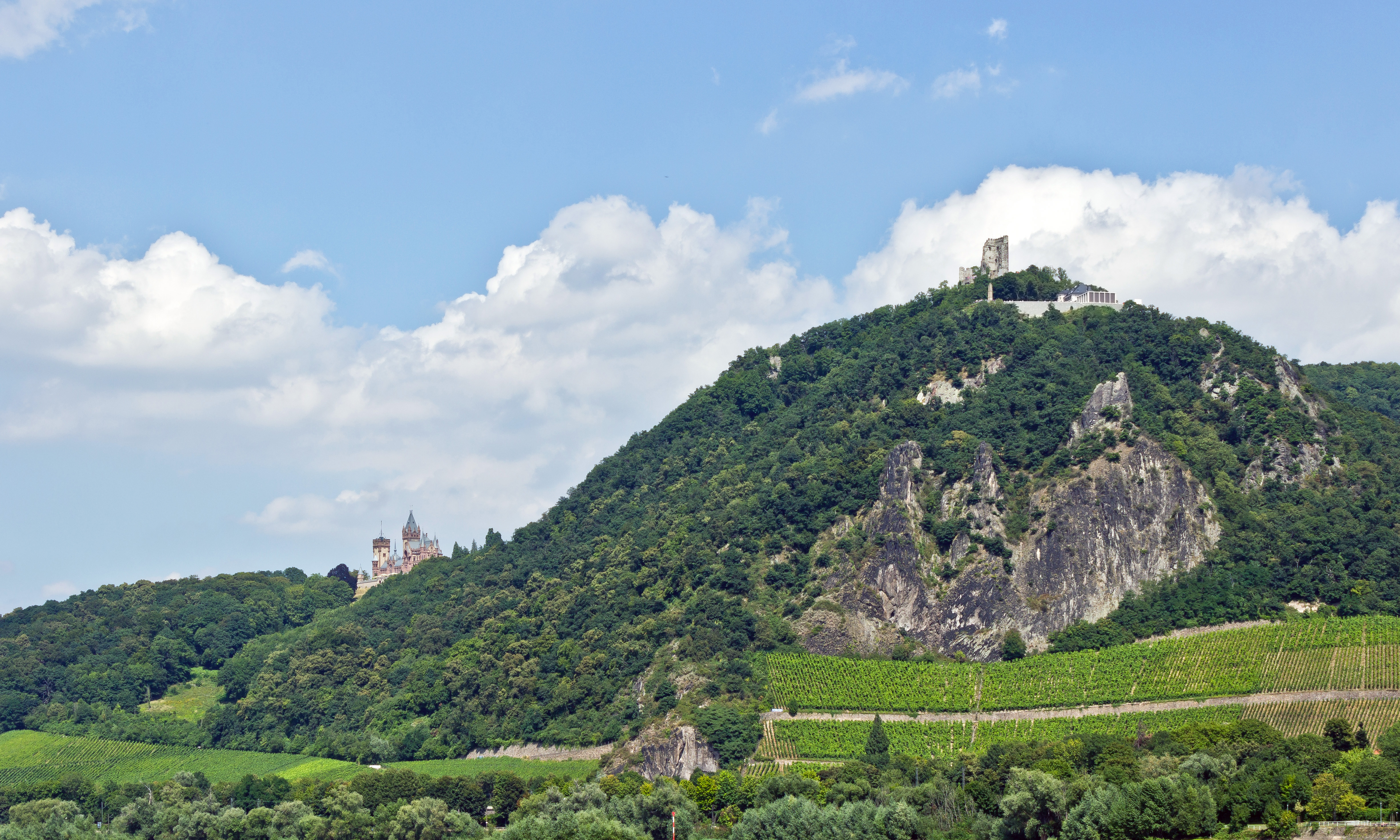
کاخ دراخنبورگ (چپ) و ویرانه‌های دراخنفلز (راست) بر روی کوه دراخنفلز